# Базалийский район
Базалийский район (укр. Базалійський район) — административно-территориальная единица СССР, в составе УССР. Существовала с 1923 по 1931 год и с 1935 по 1959 год. Административный центр — пгт (в 1924—1957 годах — село) Базалия. Площадь района составляла 494 км², население — 40 998 жит. (1935).

## История
Во времена Российской империи территория района входила в Староконстантиновского уезда Волынской губернии. С распадом империи и созданием СССР уезды и волости были упразднены, введено деление на округа и районы.
7 марта 1923 года было утверждено деление республики на округа и районы. Из Базалийской, Корчевской и части Купельской волостей Староконстантиновского уезда был образован Базалийский район в составе Шепетовского округа Волынской губернии с центром в местечке Базалия.
21 августа 1924 года Грицевский и Терешковский сельсоветы Базалийского района были перечислены в состав Антонинского района, а из Теофипольского района в Базалийский перечислены хутора Костановка и Савицкий.
10 декабря 1924 года было принято псотановление ВУЦИК и СНК УССР «Об установлении точного списка городов и поселений городского типа Волынской губернии», местечко Базалия не попало ни в список городов, ни в список пгт, таким образом оно фактически было преобразовано в село.
С 1 августа 1925 года губернии были ликвидированы. Округа были подчинены непосредственно республике.
13 июня 1930 года Шепетовский округ был упразднён, а его территория вошла в Бердичевский округ. С 15 сентября 1930 года округа упразднены, район перешёл в республиканское подчинение.
3 февраля 1931 года проведено укрупнение районов УССР, в результате которого Базалийский район был упразднён и его территория присоединена к Теофипольскому, который 27 февраля 1932 года вошёл в состав вновь образованной Винницкой области.
13 февраля 1935 года Базалийский район был восстановлен.
1 апреля 1935 года в УССР было образовано шесть округов, из них 4 в Винницкой области. Базалийский район вошёл в состав Проскуровского округа.
22 сентября 1937 года Базалийский район вошёл в состав вновь образованной Каменец-Подольской области, при этом Проскуровский округ был упразднён.
Во время немецкой оккупации в 1941—1944 годах район входил в состав Антонинского округа.
По состоянию на 1 сентября 1946 года в состав района входило 50 населенных пунктов (39 сёл и 11 хуторов), объединённых в 21 сельсовет.
4 февраля 1954 года Каменец-Подольская область была переименована в Хмельницкую.
В 1957 году село Базалия отнесено к категории посёлков городского типа.
23 сентября 1959 года были ликвидированы 8 районов Хмельницкой области, в том числе Базалийский. Территория района была разделена между Антонинским, Волочисским, Красиловским, Мануильским и Черноостровским районами Хмельницкой области.
30 декабря 1962 года Антонинский, Мануильский и Черноостровский районы были упразднены, территория бывшего Базалийского района оказалась в пределах Волочисского и Красиловского районов.
8 декабря 1966 года был восстановлен Теофипольский район, в состав которого вошла большая часть территории бывшего Базалийского района. После 1966 года границы районов существенно не менялись.
Таким образом, сейчас территория бывшего Базалийского района разделена между Волочисским, Красиловским, Теофипольским районами Хмельницкой области Украины.